# Rodenticid
Rodenticid (populært kaldet rottegift) er betegnelsen for en gruppe gifte, der har til formål at dræbe gnavere som rotter, mus, osv.
Ifølge en populær konspirationsteori blev Josef Stalin forgiftet med rottegiften warfarin, hvilket skulle have forårsaget den hjerneblødning, der angives som den officielle dødsårsag.
Warfirin virker ved at fortynde blodet, så det ikke kan størkne hvor rotten så vil bløde til døde efter noget tid.
- Wikimedia Commons har flere filer relateret til Rodenticid

| Kemi | Spire Denne artikel om kemi er en spire som bør udbygges. Du er velkommen til at hjælpe Wikipedia ved at udvide den. |